# Lijst van Friestalige Nederlandse schrijvers
Dit is een lijst van Friestalige Nederlandse schrijvers. De lijst geeft een opsomming van Friestalige schrijvers en dichters die gerekend worden tot de Friese literatuur.

## A
- Gerben Abma
- Willem Abma

## B
- Marten Baersma
- Jetske Bilker
- Jan Gelinde van Blom
- Philippus van Blom
- Helena de Boer
- Piter Boersma
- Joop Boomsma
- Harke Bremer
- Reinder Brolsma
- Abe Brouwer
- Meindert Bylsma

## C
- Marga Claus
- Watse Cuperus

## D
- Paul van Dijk
- Sikke Doele
- Waling Dykstra

## G
- Hylkje Goïnga

## H
- Josse de Haan
- Nyckle Haisma
- Eeltsje Hettinga
- Nienke van Hichtum
- Klaske Hiemstra
- Lolkje Hoekstra
- Eric Hoekstra
- Saakje Huisman
- Arjan Hut

## J
- Dam Jaarsma
- Jabik Veenbaas
- Klaas Jansma
- Gysbert Japicx
- Steven H.P. de Jong

## K
- Douwe Kalma
- Jitske Kingma
- Jaap Krol

## L
- Reinder Rienk van der Leest

## M
- Jacobus Engelsma Mebius
- Aggie van der Meer
- Tjibbe Geerts van der Meulen
- Tiny Mulder

## P
- Auck Peanstra
- Durk van der Ploeg
- Ype Poortinga

## R
- Trinus Riemersma

## S
- Sjoerd van der Schaaf
- Elske Schotanus
- Fedde Schurer
- Marten Sikkema
- Doeke Sijens
- Albertina Soepboer
- Hylke Speerstra

## T
- Douwe Tamminga
- Pieter Terpstra
- Worp van Thabor
- Petrus Thaborita
- Koos Tiemersma
- Eelkje Tuma

## V
- Akky van der Veer
- Rink van der Velde
- Doete Venema
- Nyk de Vries
- Theun de Vries

## W
- Anne Wadman
- Cornelis van der Wal
- Harmen Wind
- Geert Aeilco Wumkes

## Z
- Ale S. van Zandbergen